# Saint-Julien-lès-Montbéliard
Saint-Julien-lès-Montbéliard is een gemeente in het Franse departement Doubs (regio Bourgogne-Franche-Comté) en telt 173 inwoners (1999). De plaats maakt deel uit van het arrondissement Montbéliard.

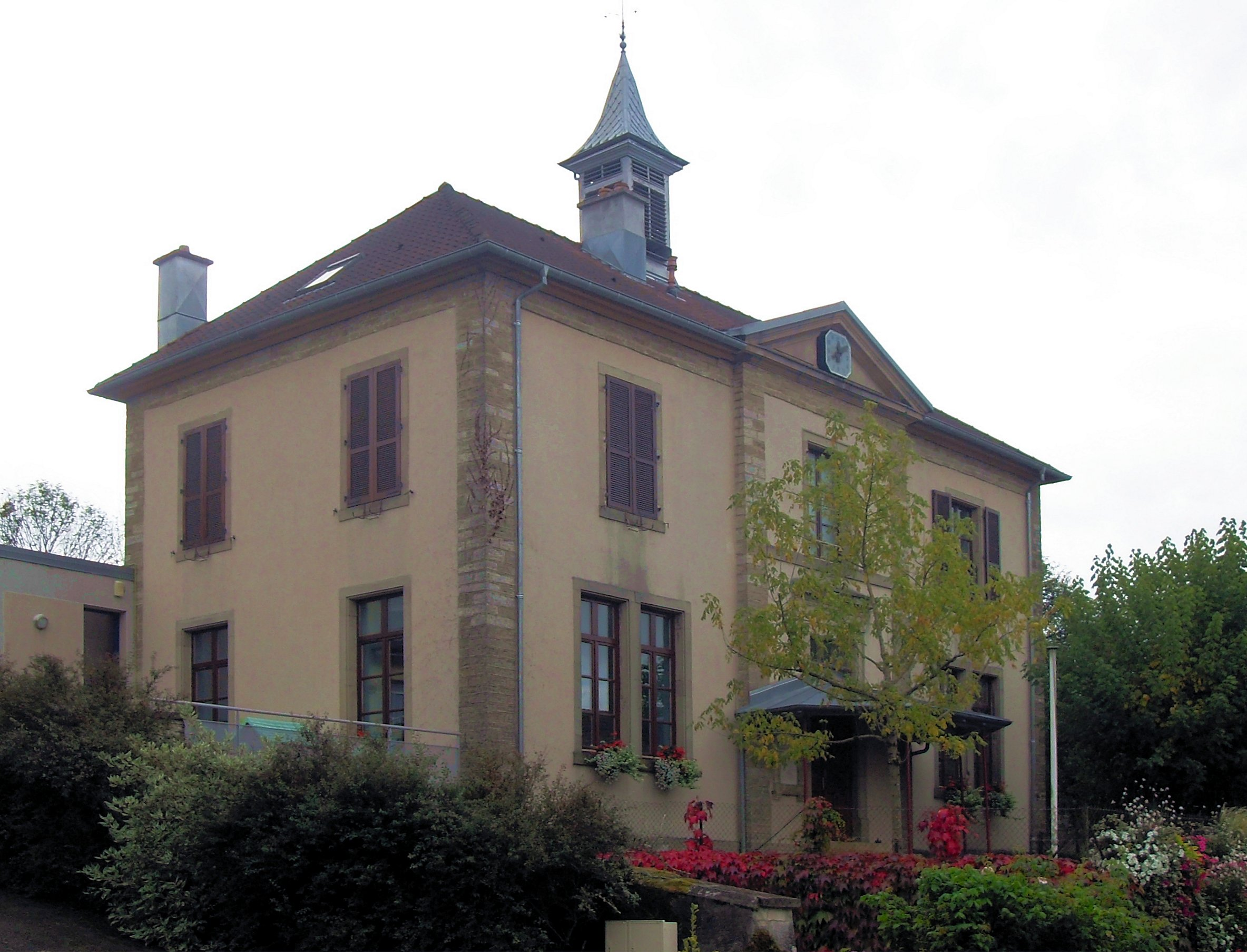
Gemeentehuis
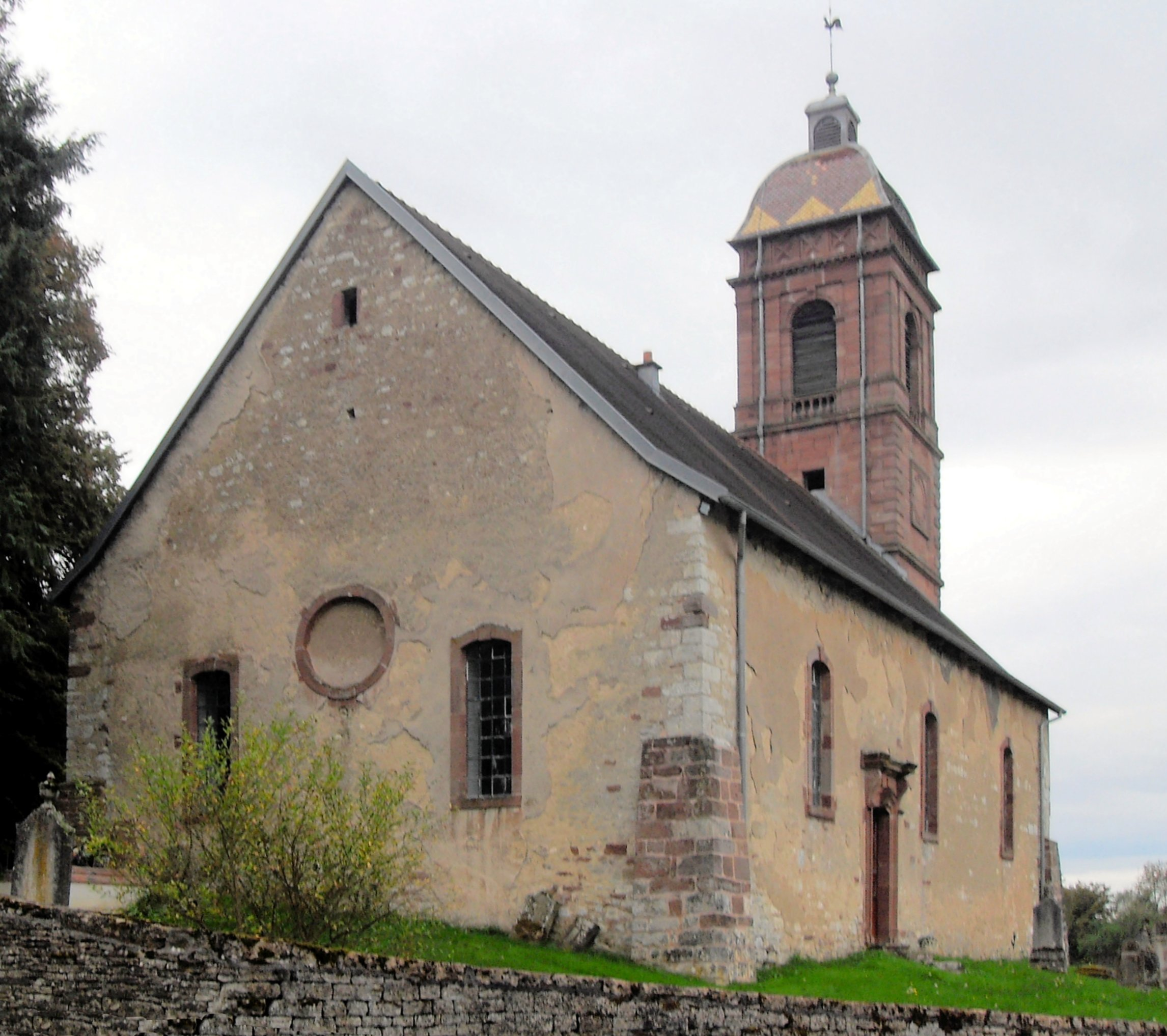
Protestantse kerk van Saint-Julien-lès-Montbéliard

## Geografie
De oppervlakte van Saint-Julien-lès-Montbéliard bedraagt 3,8 km², de bevolkingsdichtheid is 45,5 inwoners per km².
De onderstaande kaart toont de ligging van Saint-Julien-lès-Montbéliard met de belangrijkste infrastructuur en aangrenzende gemeenten.

## Demografie
Onderstaande figuur toont het verloop van het inwonertal (bron: INSEE-tellingen).